# Отношения Греции и ДР Конго
Отношения Греции и Демократической Республики Конго — двусторонние дипломатические отношения между Грецией и Демократической Республикой Конго (ДРК).

## История
В 1960 году Военно-воздушные силы Греции, в соответствии с решением правительства Греции, направили 3-ю транспортную эскадрилью в Конго для эвакуации проживавших там греков и транспортировки их в охраняемые районы.
В 1961 году Военно-воздушные силы Греции, содействуя усилиям Организации Объединённых Наций (ООН) по восстановлению порядка в новой независимой Республике Конго, направили Греческий воздушный отряд Конго, состоящий из 21 офицера и унтер-офицеров. 14 марта 1961 года Греческий воздушный отряд был передан под командование ООН. Военно-воздушные силы взяли на себя обязанности по проведению различных миссий ООН, главным образом по транспортировке материалов и персонала. Позже отряд были дополнены 4 унтер-офицерами. 9 ноября 1961 года он отбыл в Грецию.
В июле 2009 года правительство Греции пообещало 500 000 $ через Верховного комиссара ООН по делам беженцев для оказания гуманитарной помощи Конго.
Отношения между двумя странами, согласно оценке МИД Греции, «находятся на удовлетворительном уровне». В ДРК также есть несколько греческих школ.

## Дипломатические представительства
У Греции есть 3 представительства в ДРК: посольство в Киншасе и консульства в Кисангани и Лубумбаши. У ДРК есть посольство в Афинах.